# Bierstub
Une bierstub (en alsacien) ou bierstube (en allemand) est une brasserie ou un bar à bière d'Alsace traditionnel, en Alsace, variante d'une winstub. 

## Étymologie
Le mot « bierstub » est un mot alsacien composé de bier, signifiant « bière », et du mot stub qui désigne la pièce chauffée en hiver des maisons traditionnelles alsaciennes.

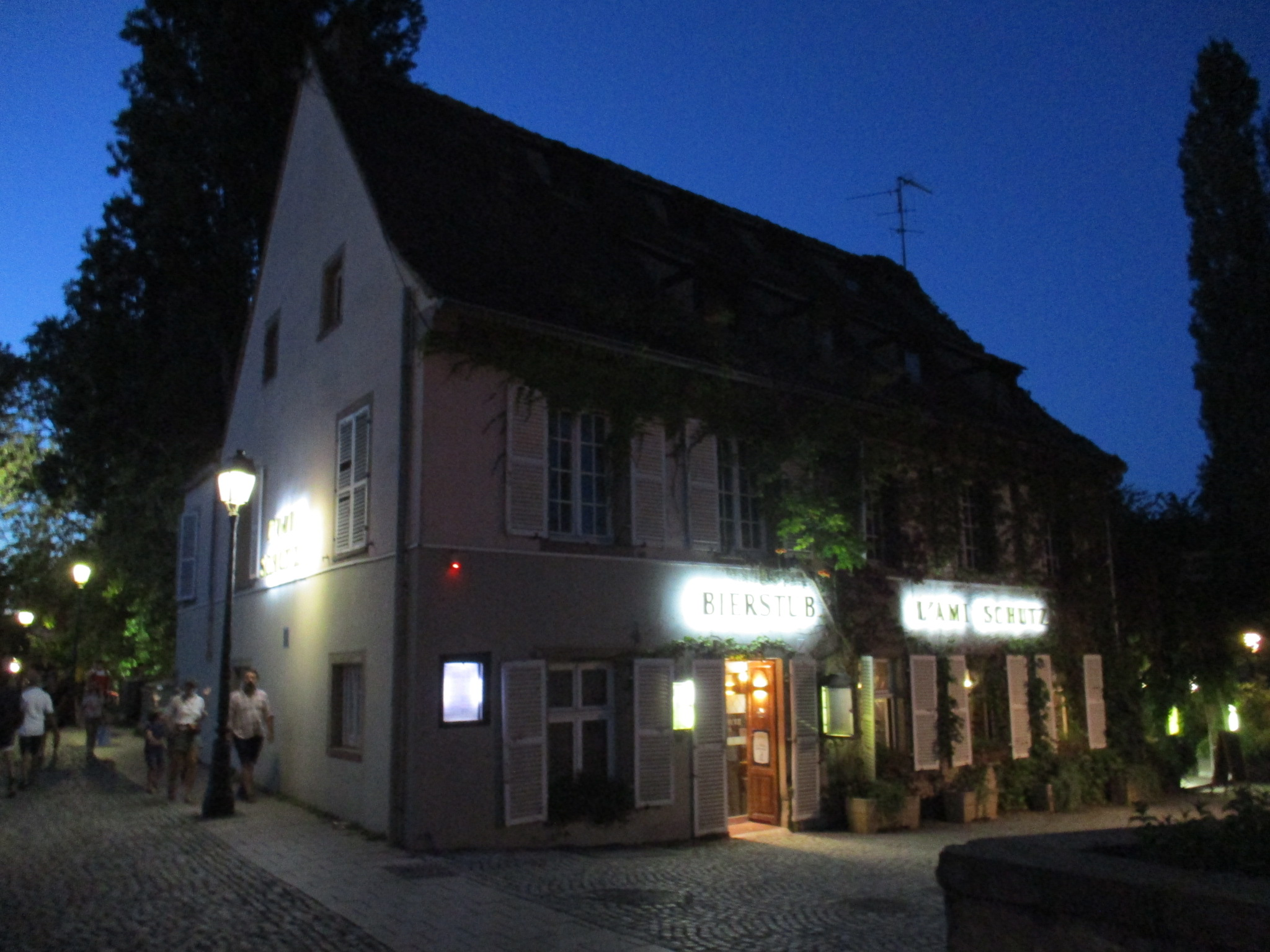
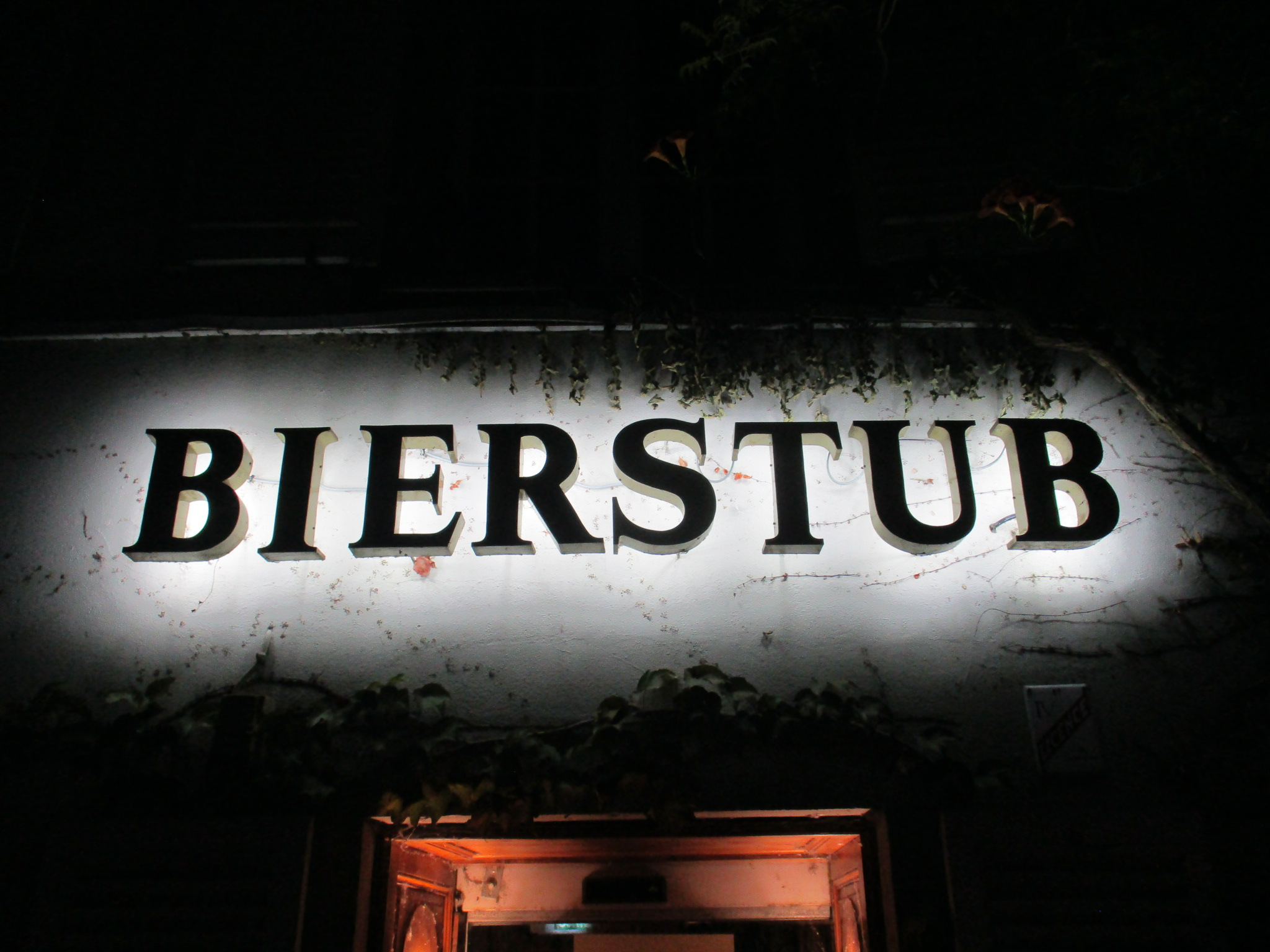

## Histoire
Variante alsacienne et allemande des bistrot, pub, bierpalast, ou biergarten, ce type d'établissement ancestral remonte au Moyen Âge, variante des winstubs, avec décor rustique et atmosphère régionale alsacienne typique et traditionnelle, où sont servis de la bière d'Alsace, ainsi que de la cuisine alsacienne et des vins d'Alsace pour les restaurants-bierstub-winstub,,. 